# Terme 3000
Koordinati:   46°41′33″N, 16°13′41″E
Terme 3000 so zdraviliški in športno-rekreacijski center v kraju Moravske Toplice. Terme leže ob cesti Murska Sobota-Lendava na nadmorski višini okoli 203 mnm na robu široke panonske ravnine ob južnem pobočju gričevnate Goričke pokrajine.
Toplice so se pričele razvijati po letu 1960, ko so pri iskanju nafte na globini 1175 do 1467 m naleteli na 72°C toplo termomineralno vodo. Najtoplejša termalna voda v Sloveniji je v terapevtske namene ohlajena na 36 do 38 °C in opredeljena kot natrijevokloridna, hidrokarbonatna, kisla, železova precej karbonizirana mineralna voda.

## Zdravljenje
Zdravljenje se izvaja z zdravilno vodo s kopelmi v bazenih in kabinah. Poleg tega pa zdravilišče nudi še medicinsko telovadbo, masaže, elektro in termo terapijo pelodne obloge, inhalacije in trakcije.
Termalna voda je še posebej koristna pri zdravljenju revmatskih in kožnih bolezni, ter rehabilitaciji lokomotornega sistema po poškodbah in operacijah. Zdravljenje v termah ni primerno za bolnike s težjimi obolenji srca in ožilja in tiste ki imajo povečan krvni tlak ali težja obolenja ledvic in živčevja.

## Termalni park in rekreacija
Termalni park obsega 5.000 m² vodnih površin z 28. notranjimi in zunanjimi bazeni ter ponuja še druge vodne artrakcije: divjo reko, vodnozračne ležalnike, gejzirje, slapove, vodne in zračne masaže, vodne tokove in tobogane. V sklopu zdravilišča je tudi igrišče za golf, ki se z 18 igralnimi polji razprostira na 50 ha panonskih zelenic in kot naravni park obdaja termalni kompleks.